# Euecá II
Euecá II (Eweka II), nascido Aiguobasinuim Ovonramuê (Aiguobasinwin Ovonramwe; ? – fevereiro de 1933) foi o Obá do Benim de 1914 a 1933.

## Biografia
Ele era filho de Ovonramuém (governante de 1888 a 1897), que foi deposto pelos britânicos e exilado em Calabar após a expedição punitiva britânica na Cidade do Benim em 1897. Aiguobasin Ovonramwe trabalhou com o governo colonial como chefe a partir de 1902 em diante.
Ovonramuém morreu em janeiro de 1914, e Aiguobasinuim Ovonramuê foi entronizado como o obá em 24 de julho de 1914. Seu nome de reinado foi Euecá II em homenagem ao fundador da dinastia no século XIII, e o primeiro Obá de Benim, Euecá I.
Euecá II reconstruiu o palácio real, que havia sido destruído e saqueado pelos britânicos em 1897 e também restabeleceu a estrutura tradicional do reino. A regalia de coral real de Ovonramuém, confiscada pelos britânicos, foi devolvida. Euecá II também restaurou as guildas de artesanato, encomendando objetos para substituir os saqueados pelos britânicos e iniciou a Escola de Artes e Ofícios do Benim. Morreu em fevereiro de 1933.